# TÜR

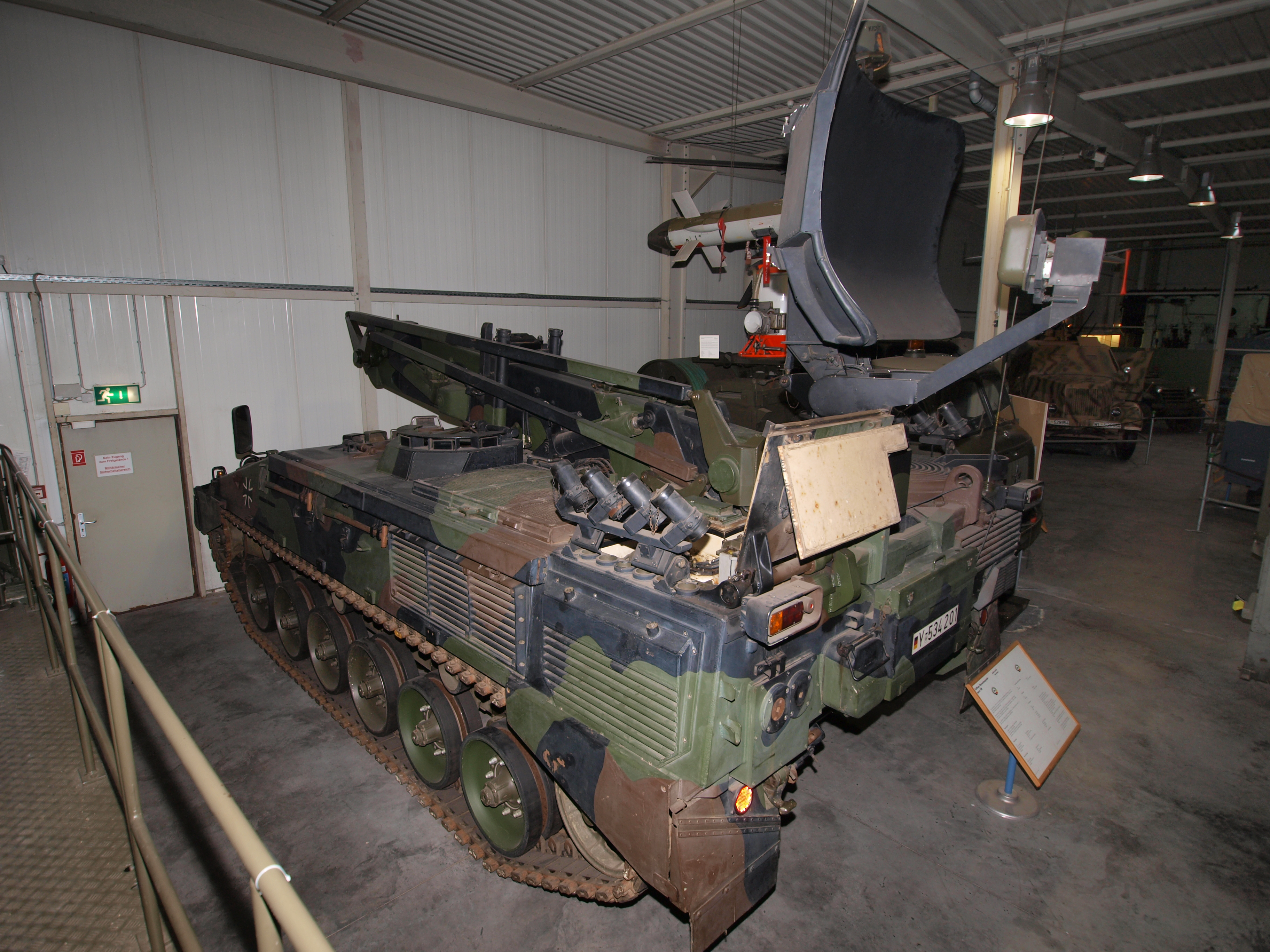
Radarpanzer TÜR in der Wehrtechnischen Studiensammlung Koblenz

Das TÜR (kurz für Tiefflieger-Überwachungsradar) war ein Projekt der Bundeswehr zur Tieffliegerabwehr, das nicht realisiert wurde.

## Aufgaben
Der Radarpanzer TÜR war als Teil der Heeresflugabwehr, als Aufklärungs- und Gefechtsfeldsystem gedacht. Er sollte in die gepanzerten Waffensysteme zur Tieffliegerabwehr integriert werden.
Aufgabe des Systems war es, die gesammelten Daten durch Computer auf weitere Sensorsysteme zu übertragen. Weiterhin war es möglich, Daten aus gleichen, anderweitigen Systemen zu übernehmen und zu verarbeiten.
Die errechneten Daten wurden dann an die Feuerleitsysteme der Flugabwehrartillerie übermittelt und sollten so eine effektive Flugabwehr sicherstellen.
Die Aufgaben bestanden im Einzelnen:
- Die Eigenluftlage erkunden und erstellen
- Die Gesamtluftlage erkunden und erstellen
- Die Gesamtluftlage vervollständigen und laufend aktualisieren
- Rohvideos und synthetische Videos erstellen

Der Radarpanzer ist eine im Jahr 1984 konstruierte Erprobungsanlage, die in dieser Ausführung nicht für die Bundeswehr eingeführt wurde.

## Gerätebeschreibung

### Radaranlage
- Typ: MPDR-3002 S
- Entfernungsbereich: 1,5–30 km (Rundum)
- Höhenbereich: 0–3 km
- Antennenumlaufzeit: 1,5 s

### Rechner
- Typ: ATM 8020 (dreifach)
- Betriebssystem: Atmos
- Programmiersprachen: Pascal, Assembler
- Hersteller: ATM

### Fahrzeug-Navigation
- Typ: FNA 4-15
- Hersteller: Teldix (Heidelberg)

### Funkanlage
- Typ: SEM 90
- Hersteller: SEL (Standard Elektrik Lorenz) (Stuttgart)

### Fahrgestell
- Typ: Schützenpanzer Marder
- Hersteller: Fa. Thyssen-Henschel, Kassel
- Motor: 6 Zylinder-Viertakt-V-Diesel MB 833 Ea-500 von Daimler-Benz
- Hubraum: 22440 cm³
- Leistung: 440 kW (600 PS)
- Kupplung: Hydraulischer Drehmomentwandler
- Getriebe: Planeten-Schalt- und Lenkgetriebe mit stufenloser hydrostatischer Überlagerungslenkung HSWL 194 der Fa. Renk
- Anzahl der Gänge:	4 vorwärts, 4 rückwärts
- Federung:	Drehstab
- Gleiskette: gummigepolsterte Endverbinder-Gleiskette

## Trägerfahrzeug
Als Trägerfahrzeug wurde ein modifizierter Schützenpanzer Marder verwendet. Die Heckklappe wurde entfernt und über dem Kampfraum die Lagerung für einen dreiteiligen Gelenkarm (zwei Gelenksegmente und der Antennenteil) angebracht. Der Gelenkarm wurde über zwei Hydraulikzylinder je Segment aufgerichtet. Der Antennenteil wurden über Verbindungsstangen automatisch ausgerichtet und in der Waagerechten gehalten. Im Fahrzeug selbst wurde ein Aggregat zur zusätzlichen Stromversorgung, eine Hydraulikanlage und eine Klimaanlage installiert.
Nach der Erprobungsphase wurde das Projekt eingestellt.
Das Fahrzeug befindet sich in der Wehrtechnischen Studiensammlung in der Langemarck-Kaserne in Koblenz.

## Fehlende Informationen
Alle Daten wurden komplett von den Informationstafeln am Objekt entnommen. Mehr steht (auch im Internet) nicht zur Verfügung. Das Bundesarchiv liefert lediglich die folgenden Angaben:
Bereitstellendes Archiv: Bundesarchiv
Findbuch: Bundesamt für Wehrtechnik und Beschaffung
Bestand: BV 5 Bundesamt für Wehrtechnik und Beschaffung
Überschrift: Sonstige Radaranlagen
Bestellsignatur: BV 5/69793
Titel: Tieffliegerüberwachungsradar, TÜR.- Konzeptstudie
Laufzeit: 1971–1971
Benutzungsbeschränkungen:
Benutzbar ab: 2032
Endprovenienz: Bundesamt für Wehrtechnik und Beschaffung
Vorprovenienz: Der Beauftragte des Bundeskanzlers für die mit der Vermehrung der alliierten Truppen zusammenhängenden Fragen
Vorprovenienz: Bundesminister der Verteidigung – Abteilung XI
Aktenführende Organisationseinheit: KG